# Bulonga griseosericea
Bulonga griseosericea är en fjärilsart som beskrevs av Arnold Pagenstecher 1886. Bulonga griseosericea ingår i släktet Bulonga och familjen mätare. Inga underarter finns listade i Catalogue of Life.